# Lijst van platenlabels R
Dit is een lijst van platenlabels met als beginletter een R.
- Rising Tide Records
- Riva Records
- Riverside Records
- RKO/Unique Records
- RMM Records & Video
- Roadrunner Records
- Robber Baron Music
- Robbins Entertainment
- Robot Needs Home
- Robotic Empire
- Rob's House Records
- Rob's Records
- Roc-A-Fella Records
- Rock Action Records
- Rock Bottom Entertainment
- Rock Machine Records
- Rock Records
- Rock Ridge Music
- Rocket Records
- Rocketown Records
- Rockhouse Records
- Rockland Records
- Rock-O-Rama
- Roc-La-Familia
- Roc Nation
- Rodven Records
- Rodriguez Lopez Productions
- ROIR
- Rolling Stones Records
- Romeo Records
- Romophone
- Ron Johnson Records
- Ronnex Records
- rooArt
- Roomful of Sky Records
- Roost/Royal Roost Records
- Rooster Blues
- Rootsy Records
- Ropeadope Records
- Rotana Records
- Rotorelief
- Rotterdam Records
- Rotters Golf Club
- Rough Trade Records
- Roulé
- Roulette Records
- Round Records
- Rounder Records
- Route 66 Records
- Rowdy Records
- Rowe Productions
- Roxy Recordings
- Royal Empire Records
- Royalty Records
- RPM Records
- RRO Entertainment
- RRRecords
- RS Music
- R.S. Promotion
- RSO Records
- Rubber Jungle Records
- Rubric Records
- Ruby Records
- Ruf Records
- Ruff Ryders Entertainment
- Ruffhouse Records
- RuffNation Records
- Rune Grammofon
- Ruptured Ambitions Records
- Rushmore Records
- Russell Simmons Music Group
- Rust Nashville
- Ruthless Records
- Rykodisc